# Harlem (ligne bleue nord du métro de Chicago)
Pour les articles homonymes, voir Harlem (homonymie).
Ne doit pas être confondu avec Harlem/Lake (ligne verte du métro de Chicago) ou Harlem (ligne bleue sud du métro de Chicago).
Harlem  (anciennement Harlem/Higgins) est une station de la O'Hare Branch de la ligne bleue du métro de Chicago, elle est située  au nord-ouest du Loop dans la médiane de la Kennedy Expressway. La station se trouve dans le quartier de Norwood Park.

## Description
Construite par le cabinet d’architecte Skidmore, Owings and Merrill et ouverte le 27 février 1983, elle est semblable aux stations de la Dan Ryan Branch sur la ligne rouge ainsi que sur la Congress Branch, la médiane sud-ouest de la ligne bleue ou une autre station porte également le nom Harlem (il existe également une station Harlem sur la ligne verte). 
De Harlem, un trajet jusqu’au Chicago dure environ trente minutes pour dix minutes vers le terminus de la ligne bleue, O'Hare. 
En 2005, un parking de dissuasion pour 53 véhicules a également été construit. 
Harlem est accessible aux personnes à mobilité réduite, 764.141 passagers l’ont utilisée en 2008.

## Les correspondances avec le bus
Avec les bus de la Chicago Transit Authority :
- #64 Foster/Canfield
- #88 Higgins
- #90 Harlem
- #90N North Harlem

Avec le réseau Bus Pace :
- #209 Busse Highway
- #423 Linden CTA-The Glen-Harlem CTA

## Dessertes
| Nord/Ouest             |  |             |  | Sud/Est                         |
| ---------------------- |  | ----------- |  | ------------------------------- |
| Cumberland vers O'Hare |  | ligne bleue |  | Jefferson Park vers Forest Park |
| modifier sur Wikidata  |  |             |  |                                 |